# Oxytropis puberula
Oxytropis puberula är en ärtväxtart som beskrevs av Antonina Georgievna Borissova. Oxytropis puberula ingår i släktet klovedlar, och familjen ärtväxter. Inga underarter finns listade i Catalogue of Life.